# 北嶋右京
北嶋 右京（きたじま うきょう）は、NHKのアナウンサー。

## 人物
福岡県出身。福岡県立修猷館高等学校、早稲田大学政治経済学部卒業後2013年入局。
主にスポーツで活躍。
妻は熊本局時代の同僚でもあった、同局アナウンサーの石橋亜紗。石橋とは2020年度まで勤務局が離れていたが、2021年度からは勤務局が大阪放送局で、二人一緒となった。

## 現在の担当番組
- 各種スポーツ中継

## 過去の担当番組
- 土曜スタジオパーク（2013年5月25日） - 新人お披露目

熊本放送局時代
- 熊本県のニュース・中継・リポート
- Sportsプラス（中野淳のキャスター代行・2015年9月14日 - 18日）
- クマロク!（リポーター）

新潟放送局時代
- 新潟県のニュース・中継・リポート
- 新潟ニュース610（不定期・コーナー担当）

大阪放送局時代
- 関西のニュース
- ほっと関西サタデー(ニュースリーダー) 2023年7月 - 不定期出演
- 第95回記念選抜高等学校野球大会（ラジオ第1）開会式　進行・実況（2023年3月18日）
- 第105回全国高等学校野球選手権記念大会開会式　進行・実況（2023年8月6日）